# Bjarni Felixson
Bjarni Felixson (27. prosince 1936 – 14. září 2023) byl islandský fotbalový obránce a reprezentant. Po skončení hráčské kariéry pracoval jako sportovní komentátor. V Reykjavíku je po něm pojmenován sportovní bar Bjarni Fel Bar.

## Klubová kariéra
Na Islandu hrál za Fram Reykjavík a KR Reykjavík.

## Reprezentační kariéra
V A-mužstvu Islandu debutoval 9. července 1962 v přátelském zápase proti Norsku (prohra Islandu 1:3). Celkem odehrál v letech 1962–1964 za národní tým Islandu 6 utkání, gól nevstřelil (odehrál ještě dva zápasy proti Irsku, dva proti Anglii a jeden proti Finsku).